# Robert John "Mutt" Lange
Robert John Lange, detto Mutt (Mufulira, 11 novembre 1948), è un produttore discografico, musicista e compositore zambiano naturalizzato britannico, tra i più famosi nel panorama musicale rock.

## Biografia
Vincitore di cinque Grammy Awards, tra le sue collaborazioni più famose quelle con The Boomtown Rats, AC/DC, Muse, Foreigner, The Cars, Def Leppard, Bryan Adams, Michael Bolton, Nickelback e Maroon 5.
L'album della Twain Come on Over uscito nel 1997, prodotto da Lange, è l'album più venduto di sempre da un'artista femminile. Lange ha inoltre collaborato alla canzone Yoü and I estratta dal secondo album in studio di Lady Gaga, Born This Way.
Per decenni, Lange non ha rilasciato alcun tipo di intervista e ha preferito vivere una vita appartata, principalmente in Svizzera. È noto anche come compositore e musicista, spesso negli stessi album da lui prodotti, e per le innovazioni introdotte nell'ambito della registrazione multitraccia.

## Vita privata
È stato sposato per diversi anni con la cantante country Shania Twain, di cui ha prodotto e composto i maggiori successi.

## Discografia

### Come produttore
Album prodotti interamente da Mutt Lange:
- Richard Jon Smith - Superstar Smith, 1974
- City Boy – City Boy, 1976
- City Boy – Dinner at the Ritz, 1976
- Kevin Coyne - In Living Black and White, 1976
- Mallard - In a Different Climate, 1976
- Graham Parker – Heat Treatment, 1976
- Supercharge – Local Lads Make Good, 1976
- The Motors - The Motors, 1977
- City Boy – Young Men Gone West, 1977
- Clover – Love On The Wire, 1977
- Clover – Unavailable, 1977
- Supercharge – Horizontal Refreshment, 1977
- The Boomtown Rats – The Boomtown Rats, 1977
- The Rumour – Max, 1977
- Savoy Brown - Savage Return, 1978
- Michael Stanley Band - Cabin Fever, 1978
- City Boy – Book Early, 1978
- Outlaws – Playin' to Win, 1978
- The Boomtown Rats – A Tonic for the Troops, 1978
- Deaf School – English Boys/Working Girls, 1978
- City Boy – The Day the Earth Caught Fire, 1979
- The Records – Shades In Bed, 1979
- Supercharge – Body Rhythm, 1979
- The Boomtown Rats – The Fine Art of Surfacing, 1979
- AC/DC – Highway to Hell, 1979
- Broken Home – Broken Home, 1979
- AC/DC – Back in Black, 1980
- Foreigner – 4, 1981
- Def Leppard – High 'n' Dry, 1981
- AC/DC – For Those About to Rock We Salute You, 1981
- Def Leppard – Pyromania, 1983
- The Cars – Heartbeat City, 1984
- Def Leppard – Hysteria, 1987
- Romeo's Daughter – Romeo's Daughter, 1988
- Billy Ocean – Tear Down These Walls, 1989
- Bryan Adams – Waking Up the Neighbours, 1991
- Def Leppard – Adrenalize, 1992 (produttore esecutivo)
- Michael Bolton – The One Thing, 1993
- Stevie Vann – Stevie Vann, 1995
- Shania Twain – The Woman in Me, 1995
- Bryan Adams – 18 til I Die, 1996
- Shania Twain – Come on Over, 1997
- The Corrs – In Blue, 2000
- No Secrets – No Secrets, 2002
- Shania Twain – Up!, 2002
- Shania Twain – Greatest Hits, 2004
- Nickelback – Dark Horse, 2008
- Maroon 5 – Hands All Over, 2010
- Muse – Drones, 2015
- Bryan Adams – So Happy It Hurts, 2022

### Come collaboratore
Album in cui Lange ha prodotto almeno una traccia:
- Jessica Jones – Sunday, Monday, Tuesday, 1972
- Stephen – Right On Running Man, 1974/5
- Graham Parker and the Rumour – The Parkerilla, 1978
- XTC – White Music, 1978[2]
- Roman Holliday – Fire Me Up, 1984 (produttore esecutivo)
- Billy Ocean – Suddenly, 1984 (produttore esecutivo)
- Billy Ocean – Love Zone, 1986 (produttore esecutivo)
- Billy Ocean – Greatest Hits, 1989
- Bryan Adams – So Far So Good, 1993
- Tina Turner – What's Love Got to Do with It, 1993
- Michael Bolton – Greatest Hits, 1995
- Céline Dion – All the Way... A Decade of Song, 1999
- Backstreet Boys – Backstreet's Back, 1997
- Backstreet Boys – Millennium, 1999
- Bryan Adams – The Best of Me, 1999
- Britney Spears – Oops!... I Did It Again, 2000
- Céline Dion – A New Day Has Come, 2002
- Bryan Adams – Room Service, 2004
- Artisti vari – Music from and Inspired by Desperate Housewives, 2005
- Anne Murray – Anne Murray Duets: Friends & Legends, 2007
- Bryan Adams – 11, 2008
- Tara Blaise – Great Escape, 2008
- Lady Gaga – Born This Way, 2011
- Zander Bleck – Bring It On, 2012[3]

### Come compositore
Tracce di album scritte o co-scritte da Mutt Lange:
- Bryan Adams – I Will Always Return, You Can't Take Me e This Is Where I Belong da Spirit: Stallion of the Cimarron, 2002
- Bryan Adams – So Far So Good da Anthology, 2005
- Bryan Adams e Sarah McLachlan – Don't Let Go da Spirit: Stallion of the Cimarron, 2002
- Bryan Adams, Rod Stewart e Sting – All for Love da The Three Musketeers: Original Motion Picture Soundtrack, 1993
- Jessica Andrews – I'll Take Your Heart da Heart Shaped World, 1999
- Backstreet Boys – It's Gotta Be You da Millennium, 1999
- Blackhawk – I'm Not Strong Enough to Say No da Strong Enough, 1995
- Michael Bolton – Only a Woman Like You da Only a Woman Like You, 2002
- Clout – Don't Stop da Substitute, 1978
- Billy Ray Cyrus – Only God (Could Stop Me Loving You) da Storm in the Heartland, 1994
- Def Leppard – Ring of Fire e I Wanna Be Your Hero da Retro Active, 1993
- Def Leppard – Promises, All Night e It's Only Love da Euphoria, 1999
- Heart – All I Wanna Do Is Make Love to You da Brigade, 1990
- Heart – Will You Be There (In the Morning) da Desire Walks On, 1993
- Huey Lewis and the News – Do You Believe in Love da Picture This, 1982
- Huey Lewis and the News – It Hit Me Like a Hammer da Hard at Play, 1991
- Lonestar – You Walked In da Crazy Nights, 1997
- Loverboy – Lovin' Every Minute of It da Lovin' Every Minute of It, 1985
- Reba McEntire – I'll Take Your Heart da Moments and Memories: The Best of Reba, 1998
- Miss Willie Brown – You're All That Matters to Me, 2012
- PJ Powers – (Let That) River Roll da Thandeka Talk to Me, 2001
- Starship – I Didn't Mean to Stay All Night da Love Among the Cannibals, 1989
- Carrie Underwood – Who Are You da Blown Away, 2012
- Muse – Drones, 2015
- Bryan Adams – So Happy It Hurts, 2022

## Grammy Awards
Durante la sua carriera Mutt Lange ha ricevuto cinque Grammy Awards:
- Nel 1991 per la miglior canzone scritta per un film, con (Everything I Do) I Do It for You (scritta insieme a Michael Kamen e interpretata da Bryan Adams).
- Nel 1995 per il miglior album country, con The Woman in Me di Shania Twain.
- Nel 1998 per la miglior canzone country, con You're Still the One (scritta insieme a Shania Twain ed interpretata da quest'ultima).
- Nel 1999 per la miglior canzone country, con Come on Over (scritta insieme a Shania Twain ed interpretata da quest'ultima).
- Nel 2016 per il miglior album rock, con Drones dei Muse.